# Qingdao FC
Qingdao Football Club (vereinfachtes Chinesisch: 黄海 足球 俱乐部; traditionelles Chinesisch: 青島 黃海 足球 俱樂部 y; Pinyin: Qīngdǎo Huánghǎi Zúqiú Jùlèbù) war ein chinesischer Fußballklub. Das Team hatte seinen Sitz in Qingdao (Shandong) und sein Heimstadion war das Guoxin-Stadion Qingdao mit 45.000 Sitzplätzen. Der Club gehörte zur Mehrheit Shenzhen Hengye Investment Group Co., die das Team Anfang 2019 übernahmen.

## Geschichte
Qingdao Hainiu wurde am 29. Januar 2013 von ehemaligen Spielern und Trainern aus Shandong gegründet, zu denen Qi Wusheng als Vorsitzender, Hao Haidong als Geschäftsführer und Su Maozhen als Geschäftsführer gehörten, mit der finanziellen Unterstützung von 20 Millionen Renminbi durch Qingdao Central Plaza Business Management. Der Verein wählte den Namen Hainiu (海牛), was „Die Meeresbullen“ bedeutet, der auch einst von Qingdao Jonoon, einem anderen Fußballverein in Qingdao, benutzt wurde zwischen 1994 und 2004 in der Hoffnung, an die goldene Ära des Fußballs in der Stadt zu erinnern. Der Verein startete 2013 in der dritthöchsten Spielklasse und noch im selben Jahr gelang der Aufstieg in die zweite Liga.
Am 31. Januar 2015 erwarb die Qingdao Huanghai Pharmaceutical Co. einen Anteil von 51 % des Klubs. Am 3. Juli 2015 brach der serbische Spieler Goran Gogić zusammen und verlor während einer Trainingseinheit mit dem Verein das Bewusstsein. Er starb am selben Tag. Qingdao Hainiu belegte in der Saison 2015 den 11. Platz. Am 30. Dezember 2015 änderte Qingdao Hainiu FC seinen Namen in Qingdao Huanghai FC, nachdem Qingdao Huanghai Pharmaceutical Co. die volle Verantwortung für den Club übernahm. Qingdao Huanghai erreichte in der Saison 2016 unter dem spanischen Trainer Jordi Vinyals den dritten Platz und verpasste damit nur knapp den Aufstieg in die Chinese Super League.
Anfang 2019 wurden 63 % der Anteile von der Shenzhen Hengye Investment Group Co. gekauft. 2021 wurde er in Qingdao FC umbenannt, da Sponsorennamen nicht mehr erlaubt waren. Nach der Saison 2021 wurde das Team aufgelöst.

## Platzierungen
| Saison   | 2013 | 2014 | 2015 | 2016 | 2017 | 2018 | 2019 | 2020 | 2021 |
| -------- | ---- | ---- | ---- | ---- | ---- | ---- | ---- | ---- | ---- |
| Liga     | 3    | 2    | 2    | 2    | 2    | 2    | 2    | 1    | 1    |
| Position | 1    | 12   | 11   | 3    | 4    | 4    | 1    | 14   | 16   |